# Sumurun
Sumurun er en tysk stumfilm fra 1920 af Ernst Lubitsch.

## Medvirkende
- Paul Wegener
- Carl Clewing
- Jenny Hasselquist som Sumurun
- Aud Egede-Nissen som Haidee
- Harry Liedtke som Nur-Al Din
- Paul Graetz som Puffti
- Max Kronert som Muffti
- Ernst Lubitsch som Yeggar
- Margarete Kupfer
- Pola Negri som Yannaia
- Paul Biensfeldt som Achmed
- Jakob Tiedtke som Head Eunuch